# سانت لويس بارك
سانت لويس بارك (بالإنجليزية: St. Louis Park, Minnesota) هي مدينة تقع في ولاية مينيسوتا في الولايات المتحدة. تبلغ مساحة هذه المدينة 28.13 (كم²)، وترتفع عن سطح البحر 274 م، بلغ عدد سكانها 45250 نسمة في عام 2010 حسب إحصاء مكتب تعداد الولايات المتحدة.

## التركيبة السكانية
قام مكتب تعداد الولايات المتحدة بتحديد بيانات التركيبة السكانية لسانت لويس باركفي تعداد الولايات المتحدة. في ما يلي، التركيبة السكانية حسب تعدادي 2000 و2010.

### تعداد عام 2000
بلغ عدد سكان سانت لويس بارك 44,126 نسمة بحسب تعداد عام 2000، وبلغ عدد الأسر 20,782 أسرة وعدد العائلات 10,557 عائلة مقيمة في المدينة.
وتوزع التركيب العرقي للمدينة بنسبة 88.91% من البيض و 0.45% من الأمريكيين الأصليين و 3.21% من الأمريكيين ذوي الأصول الآسيوية و 0.06% من سكان جزر المحيط الهادئ و 4.37% من الأمريكيين الأفارقة و 1.72% من عرقين مختلطين أو أكثر.
بلغ عدد الأسر 20,782 أسرة كانت نسبة 22.0% منها لديها أطفال تحت سن الثامنة عشر تعيش معهم، وبلغت نسبة الأزواج القاطنين مع بعضهم البعض 39.3% من أصل المجموع الكلي للأسر، ونسبة 8.6% من الأسر كان لديها معيلات من الإناث دون وجود شريك، وكانت نسبة 49.2% من غير العائلات. تألفت نسبة 37.9% من أصل جميع الأسر من أفراد ونسبة 10.4% كانوا يعيش معهم شخص وحيد يبلغ من العمر 65 عاماً فما فوق. وبلغ متوسط حجم الأسرة المعيشية 2.81، أما متوسط حجم العائلات فبلغ 2.08.
بلغ العمر الوسطي للسكان 36 عاماً. وكانت نسبة 18.8% من القاطنين تحت سن الثامنة عشر، وكانت نسبة 8.7% بين الثامنة عشر والأربعة وعشرون عاماً، ونسبة 37.7% كانت واقعةً في الفئة العمرية ما بين الخامسة والعشرون حتى والأربعة وأربعون عاماً، ونسبة 20.2% كانت ما بين الخامسة والأربعون حتى الرابعة والستون، ونسبة 14.7% كانت ضمن فئة الخامسة والستون عاماً فما فوق. يوجد لكل 100 أنثى 90.3 ذكر، ويوجد لكل 100 أنثى في الثامنة عشر من عمرها فما فوق 87.3 ذكر.
بلغ متوسط دخل الأسرة في المدينة 49,260 دولار، أما متوسط دخل العائلة فبلغ 63,182 دولار. وكان متوسط دخل الذكور 40,561 دولار مقابل 32,447 دولار للإناث. وسجل دخل الفرد الخاص بالمدينة 28,970 دولار. وكانت نسبة 3.0% من العائلات ونسبة 5.2% من السكان تحت خط الفقر، وكان من هؤلاء نسبة 5.2% تحت سن الثامنة عشر ونسبة 6.7% في الخامسة والستين من العمر وما فوق.

### تعداد عام 2010
بلغ عدد سكان سانت لويس بارك 45,250 نسمة بحسب تعداد عام 2010، وبلغ عدد الأسر 21,743 أسرة وعدد العائلات 10,459 عائلة مقيمة في المدينة. في حين سجلت الكثافة السكانية 4,252.8 نسمة لكل ميل مربع (1,642.0/كم2). وبلغ عدد الوحدات السكنية 23,285 وحدة بمتوسط كثافة قدره 2,188.4 لكل ميل مربع (844.9/كم2).
وتوزع التركيب العرقي للمدينة بنسبة 83.3% من البيض و 0.5% من الأمريكيين الأصليين و 3.8% من الأمريكيين ذوي الأصول الآسيوية و 0.1% من سكان جزر المحيط الهادئ و 7.5% من الأمريكيين الأفارقة و 3.1% من عرقين مختلطين أو أكثر.
بلغ عدد الأسر 21,743 أسرة كانت نسبة 22.2% منها لديها أطفال تحت سن الثامنة عشر تعيش معهم، وبلغت نسبة الأزواج القاطنين مع بعضهم البعض 35.6% من أصل المجموع الكلي للأسر، ونسبة 9.1% من الأسر كان لديها معيلات من الإناث دون وجود شريك، بينما كانت نسبة 3.4% من الأسر لديها معيلون من الذكور دون وجود شريكة وكانت نسبة 51.9% من غير العائلات. تألفت نسبة 40.1% من أصل جميع الأسر من أفراد ونسبة 9.6% كانوا يعيش معهم شخص وحيد يبلغ من العمر 65 عاماً فما فوق. وبلغ متوسط حجم الأسرة المعيشية 2.82، أما متوسط حجم العائلات فبلغ 2.05.
بلغ العمر الوسطي للسكان 35.4 عاماً. وكانت نسبة 18.5% من القاطنين تحت سن الثامنة عشر، وكانت نسبة 8.1% بين الثامنة عشر والأربعة وعشرون عاماً، ونسبة 36.4% كانت واقعةً في الفئة العمرية ما بين الخامسة والعشرون حتى والأربعة وأربعون عاماً، ونسبة 24% كانت ما بين الخامسة والأربعون حتى الرابعة والستون، ونسبة 13% كانت ضمن فئة الخامسة والستون عاماً فما فوق. وتوزع التركيب الجنسي للسكان بنسبة 47.8% ذكور و52.2% إناث.

## وصلات خارجية
- www.stlouispark.org نسخة محفوظة 5 يوليو 2016 على موقع واي باك مشين.
- The US50 - Cities and Towns in Minnesota State